# Cosmographiae Introductio

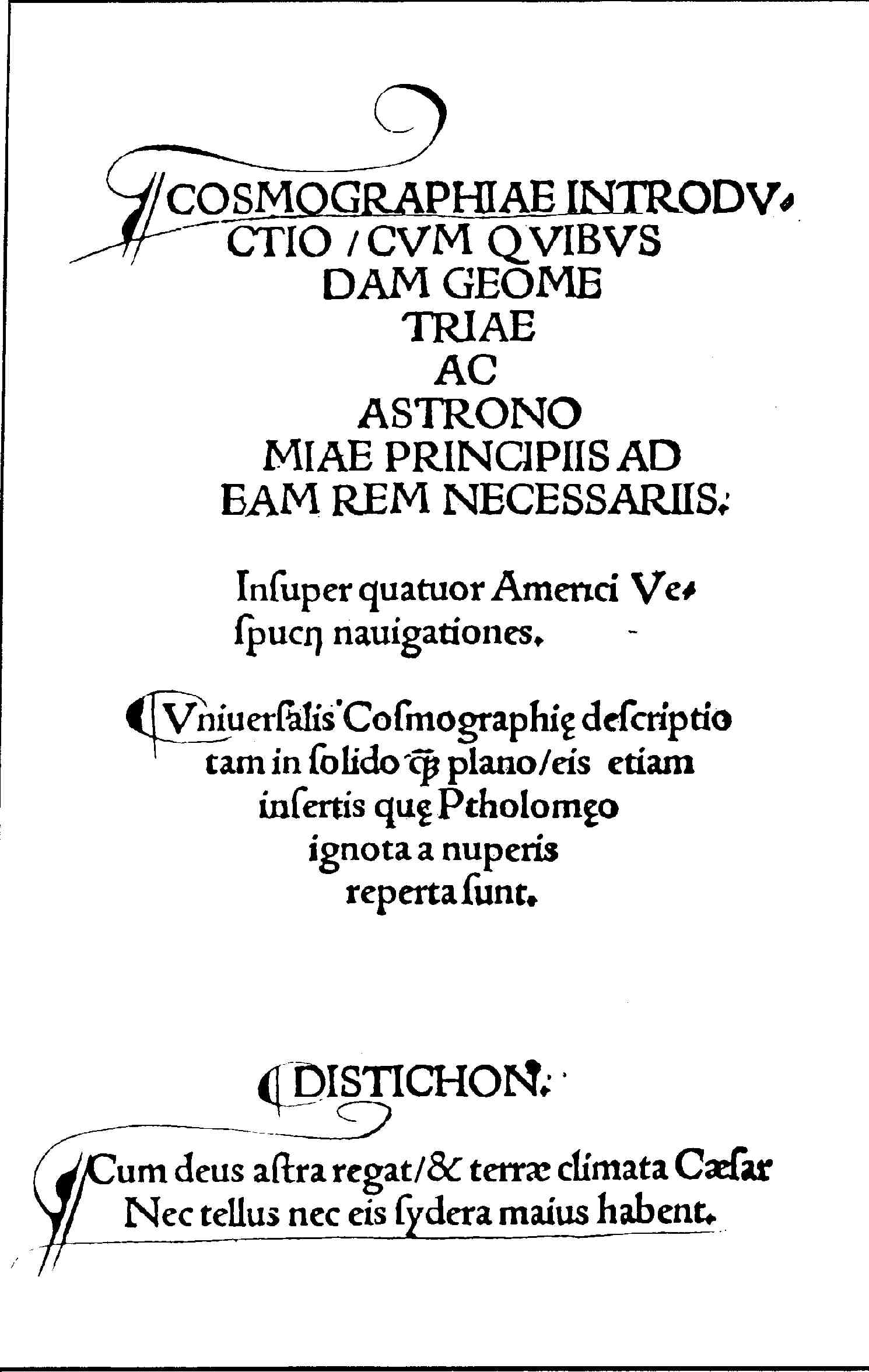
A Cosmographiae Introductio címlapja

A Cosmographiae Introductio a Saint-Dié-des-Vosges-ben működő humanisták, Martin Waldseemüller és Matthias Ringmann valószínűleg 1507-ben megjelent könyve, rövid kozmográfiai bevezetés, amelyben először nevezték az újonnan felfedezett szigetet/ kontinenst Amerikának. A könyv Waldseemüller és társai új földgömbjének és világtérképének magyarázatául készült. Egyes kutatók szerint a szöveget nem Waldseemüller, hanem Matthias Ringmann írta. A könyv megindokolja, miért használja a térkép és a földgömb az Amerika megjelölést, és tartalmazza Amerigo Vespucci négy utazásáról készült levelének latin fordítását (ami egyesek szerint hamisítvány).
A könyv teljes címe: "Cosmographiae introductio cum quibusdam geometriae ac astronomiae principiis ad eam rem necessariis. Insuper quatuor Americi Vespucii navigationes. Universalis Cosmographiae descriptio tam in solido quam plano, eis etiam insertis, quae Ptholomaeo ignota a nuperis reperta sunt."

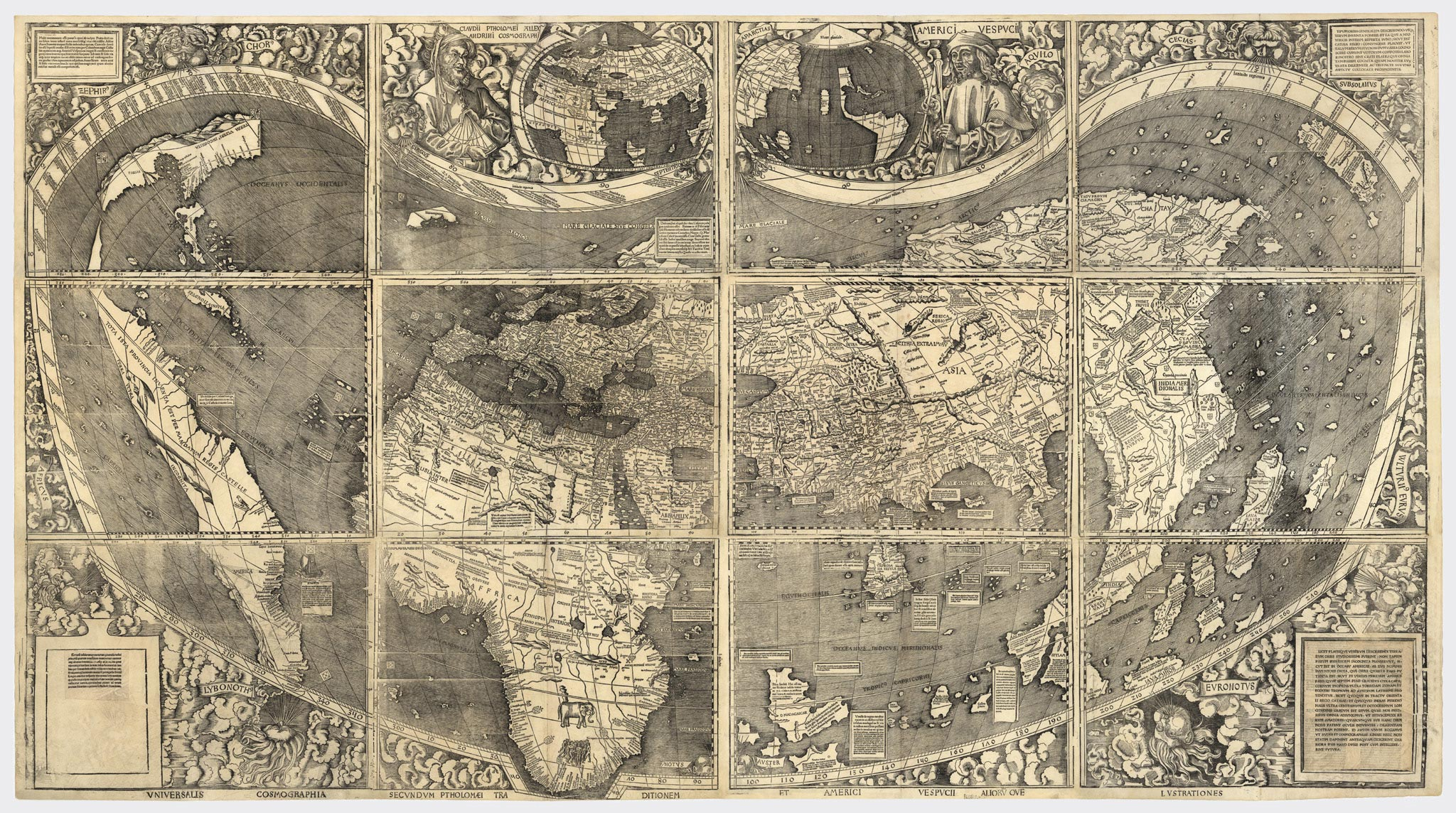
Universalis Cosmographia (1507)

Az 1507-es falitérkép (amelynek teljes címe "Universalis cosmographia secundum Ptholomaei traditionem et Americi Vespucii aliorumque lustrationes") 1000 példányban (vagy lapon) jelent meg, de ezek közül csak egy maradt fenn. Ezt von Waldburg-Wolfegg-Waldsee herceg wolfeggi kastélyában találták meg 1901-ben és 2001-ben a Kongresszusi Könyvtár vásárolta meg "Amerika keresztlevelét". A térkép 2005-ben felkerült A világ emlékezete program egyetemes értékkel bíró  dokumentumainak listájára.